# Exile (альбом Hurts)
Exile — другий студійний альбом британського гурту Hurts, реліз якого відбувся 8 березня 2013 року. Перший цифровий сингл альбому «Miracle» у низці країн вийшов 11 січня 2013 року, а напередодні 4 січня відбулася прем'єра пісні на BBC Radio 1.

## Запис і просування альбому
14 грудня 2012 року Hurts оголосили аудиторії дату виходу другого студійного альбому, відкривши передзамовлення на iTunes Store із можливістю завантажити трек «The Road».
Кампанія із просування другого альбому Hurts «Exile» розпочалася із разючого кінематографічного двохвилинного мінівідео на пісню «The Road» режисера Nez Khammal. Ролик завантажили на YouTube як тизер альбому. Концептуальне відео переносить глядача у подорож по життю дуету Hurts — Тео Хатчкрафта і Адама Андерсона: камера незмінно відтворює різні сцени, які являють собою етапи їх росту. У кліпі використано техніку slow motion, і в реальному часі тривалість відео складає всього 30 секунд. Знятий кліп був між 1 і 2 грудня 2012 року у Великій Британії. За три дні до прем'єри «The Road» на офіційному сайті Hurts почався зворотний відлік. За ці дні одна за одною були показані п'ять частин відеозапису. На відеозаписі показано нічну автомобільну подорож по Сербії з дивними чорними фігурами, що з'являються на узбіччях вздовж всієї дороги.
Самі учасники гурту зауважили, що пісня «The Road» найбільш характерно репрезенує альбом. Натхненна романом Джеймса Балларда «Аварія», пісня оповідає про автокатастрофу. Також Хатчкрафт зізнався, що під час запису альбому тричі перечитав роман «Дорога» письменника Кормака Маккарті.

## Критика
Альбом отримав загалом позитивні відгуки критиків музичних видань. Костянтин Андрєєв у своїй рецензії для українського порталу «Inspired Music» зазначав: "Готовий посперечатися, що жоден трек платівки Exile не зможе очолити чарти світу, як це трапилося з піснями дебютного альбому солодкоголосих Hurts. Причиною цьому стали металеві аранжування композицій, а також жорстока лірика про секс, смерть і скандали. Що тут говорити, тепер хлопці окрім юних глядачок MTV цілком можуть залучити до своєї фан-бази шанувальників якісного сінті-поп 80-х. У будь-якому випадку, записувати щось для душі, а не для хіт-парадів, готовий не кожен артист.

## Список композицій
Автор слів Hurts. 
| #   | Назва                 | Автор музики | Продюсер(и) | Тривалість |
| --- | --------------------- | ------------ | ----------- | ---------- |
| 1.  | «Exile»               | Hurts        | Hurts       | 4:16       |
| 2.  | «Miracle»             | Hurts        | Hurts       | 3:44       |
| 3.  | «Sandman»             | Hurts        | Hurts       | 3:54       |
| 4.  | «Blind»               | Hurts        | Hurts       | 4:23       |
| 5.  | «Only You»            | Hurts        | Hurts       | 4:29       |
| 6.  | «The Road»            | Hurts        | Hurts       | 4:39       |
| 7.  | «Cupid»               | Hurts        | Hurts       | 2:42       |
| 8.  | «Mercy»               | Hurts        | Hurts       | 4:06       |
| 9.  | «The Crow»            | Hurts        | Hurts       | 5:33       |
| 10. | «Somebody To Die For» | Hurts        | Hurts       | 4:35       |
| 11. | «The Rope»            | Hurts        | Hurts       | 4:14       |
| 12. | «Help»                | Hurts        | Hurts       | 4:17       |

| Deluxe edition bonus tracks | Deluxe edition bonus tracks | Deluxe edition bonus tracks | Deluxe edition bonus tracks | Deluxe edition bonus tracks |
| #                           | Назва                       | Автор музики                | Продюсер(и)                 | Тривалість                  |
| --------------------------- | --------------------------- | --------------------------- | --------------------------- | --------------------------- |
| 13.                         | «Heaven»                    | Hurts                       | Hurts                       | 4:01                        |
| 14.                         | «Guilt»                     | Hurts                       | Hurts                       | 2:52                        |

| Deluxe edition bonus DVD | Deluxe edition bonus DVD | Deluxe edition bonus DVD | Deluxe edition bonus DVD | Deluxe edition bonus DVD |
| #                        | Назва                    | Автор музики             | Продюсер(ыи)             | Тривалість               |
| ------------------------ | ------------------------ | ------------------------ | ------------------------ | ------------------------ |
| 15.                      | Untitled (Відео)         | Hurts                    | Hurts                    |                          |

## Чарти
| Чарт (2013)                     | Пікова позиція |
| ------------------------------- | -------------- |
| Australian Albums Chart         | 90             |
| Belgian Albums Chart (Flanders) | 34             |
| Belgian Albums Chart (Wallonia) | 62             |
| Dutch Albums Chart              | 20             |
| Irish Albums Chart              | 34             |
| Swedish Albums Chart            | 30             |